# Indias de Mayagüez 2013
Questa voce raccoglie le informazioni riguardanti le Indias de Mayagüez nella stagione 2013.

## Stagione
La stagione 2013 vede Henry Collazo alla guida delle Indias de Mayagüez. La squadra viene completamente rivoluzionata, con ben nove arrivi ed altrettante partenze. In entrata si segnalano il ritorno dal prestito alle Lancheras de Cataño per la Coppa del Mondo per club di Yariram Rosa, così come gli ingaggi di Charlenne Domínguez, Laudevis Marrero, Remy McBain e Stephanie Figueroa; tra le cessioni spiccano i nomi delle portoricane Mariel Medina e Jetzabel Del Valle, oltre che delle straniere Sydney Anderson ed Erin Moore.
La stagione si apre il 23 gennaio 2013 col successo interno sulle Pinkin de Corozal, seguito da altre due vittorie sulle Criollas de Caguas e sulle Valencianas de Juncos, che permettono alle Indias di chiudere il mese di gennaio imbattute. Nel mese di febbraio improvvisamente la squadra perde il proprio smalto, perdendo tutte ed otto le gare disputate, nonostante l'arrivo di Saraí Álvarez a rinforzare l'organico. Le serie negativa si protrae fino al primo incontro di marzo contro le Pinkin de Corozal. La squadra così cambia nuovamente fisionomia: Rigoberto Guilloty subentra ad Henry Collazo come allenatore, così come vengono ingaggiate le due nazionali statunitensi Alisha Glass e Danielle Scott, in sostituzione di Stephanie Niemer e Kendall Bateman. I frutti di questo cambiamento risultano immediatamente evidenti, con una striscia di dieci successi consecutivi, che permettono alle Indias di scalare la classifica, piazzandosi al quarto posto e centrando così l'accesso ai play-off scudetto.
Nella post-season giocano i quarti di finale inserite nel Girone A, insieme a Pinkin de Corozal, Lancheras de Cataño, Vaqueras de Bayamón: dopo aver perso gara 1, interrompendo così il proprio filone positivo, si rifanno immediatamente nelle gare seguenti con cinque vittorie consecutive, qualificandosi alle semifinali come prime classificate. Nelle semifinali si scontrano con le Criollas de Caguas, dando vita ad una battaglia chiusa solo dopo gara 6: dopo il successo esterno nel primo match della serie, crollano due volte in casa, per poi aggiudicarsi tre gare consecutive, centrando la terza finale della propria storia. Nell'atto conclusivo del campionato fronteggiano ancora una volta le Pinkin de Corozal, dominando la serie in quattro gare e vincendo così il primo titolo della propria storia.
Tra le giocatrici si distingue particolarmente Shonda Cole, inserita nello All-Star Team e premiata come MVP delle finali; mentre Rigoberto Guilloty viene insignito del premio di miglior allenatore.

## Organigramma societario
Area direttiva
- Presidente: Oscar Muniz

Area tecnica
- Allenatore: Henry Collazo (esonerato a marzo), poi Rigoberto Guilloty

## Rosa
| N° | Nome                | Ruolo | Data di nascita  | Nazionalità sportiva |
| -- | ------------------- | ----- | ---------------- | -------------------- |
| 1  | Charlenne Domínguez | S/L   | 5 novembre 1985  | Porto Rico           |
| 2  | Learis Jusino       | S/L   | 27 febbraio 1991 | Porto Rico           |
| 3  | Yarimar Rosa        | S     | 20 giugno 1988   | Porto Rico           |
| 4  | Stephanie Niemer    | S     | 3 settembre 1989 | Stati Uniti          |
| 4  | Danielle Scott      | C     | 1º ottobre 1972  | Stati Uniti          |
| 5  | Saraí Álvarez       | S/O   | 3 aprile 1986    | Porto Rico           |
| 6  | Lisette Watts       | C     |                  | Porto Rico           |
| 7  | Kendall Bateman     | P     | 15 giugno 1990   | Stati Uniti          |
| 7  | Laudevis Marrero    | C     | 4 agosto 1987    | Porto Rico           |
| 8  | Alisha Glass        | P     | 5 aprile 1988    | Stati Uniti          |
| 10 | Remy McBain         | P     | 27 agosto 1991   | Porto Rico           |
| 11 | Yesenia Román       | S/O   | 26 giugno 1989   | Porto Rico           |
| 12 | Amanda Vázquez      | C     | 21 giugno 1985   | Porto Rico           |
| 13 | Leishla Ramon       | S     |                  | Porto Rico           |
| 14 | Shonda Cole         | S/O   | 30 marzo 1984    | Stati Uniti          |
| 15 | Alexandra Allard    | P     |                  | Stati Uniti          |
| 17 | Stephanie Figueroa  | L     |                  | Porto Rico           |

## Mercato
| Acquisti | Acquisti            | Acquisti             | Acquisti      |
| R.       | Nome                | da                   | Modalità      |
| -------- | ------------------- | -------------------- | ------------- |
| S/L      | Charlenne Domínguez | Inattiva             | definitivo    |
| S        | Yarimar Rosa        | Lancheras de Cataño  | fine prestito |
| C        | Lisette Watts       | Leonas de Ponce      | definitivo    |
| P        | Kendall Bateman     | Inattiva             | definitivo    |
| C        | Laudevis Marrero    | Gigantes de Carolina | definitivo    |
| P        | Remy McBain         | Maryland             | definitivo    |
| S/O      | Leishla Ramon       | ?                    | definitivo    |
| S/O      | Shonda Cole         | Pinkin de Corozal    | definitivo    |
| L        | Stephanie Figueroa  | Inattiva             | definitivo    |
| S/O      | Saraí Álvarez       | Criollas de Caguas   | definitivo    |
| P        | Alisha Glass        | Criollas de Caguas   | definitivo    |
| C        | Danielle Scott      | Praia Clube          | definitivo    |

| Cessioni | Cessioni           | Cessioni              | Cessioni   |
| R.       | Nome               | a                     | Modalità   |
| -------- | ------------------ | --------------------- | ---------- |
| C        | Jeyka Camacho      | Ritirata              | -          |
| P        | Sydney Anderson    | Ritirata              | -          |
| P        | Mariel Medina      | Lancheras de Cataño   | prestito   |
| L        | Emily Calderón     | Orientales de Humacao | definitivo |
| L        | Yashiree Molina    | Orientales de Humacao | definitivo |
| S/O      | Miriam Rivera      | Ritirata              | -          |
| S        | Waleska Toro       | Ritirata              | -          |
| S        | Erin Moore         | Criollas de Caguas    | definitivo |
| C        | Jetzabel Del Valle | Leonas de Ponce       | definitivo |
| S        | Stephanie Niemer   | Orientales de Humacao | definitivo |
| P        | Kendall Bateman    | Ritirata              | -          |

## Risultati

### LVSF

#### Regular season
| 23 gennaio 2013 Palacio de Recreación y Deportes, Mayagüez  | Indias de Mayagüez    | 3 - 1 | Pinkin de Corozal     | 25-17, 25-27, 25-22, 25-15        |
| 27 gennaio 2013 Coliseo Héctor Solá Bezares, Caguas         | Criollas de Caguas    | 0 - 3 | Indias de Mayagüez    | 17-25, 15-25, 18-25               |
| 29 gennaio 2013 Palacio de Recreación y Deportes, Mayagüez  | Indias de Mayagüez    | 3 - 0 | Valencianas de Juncos | 25-23, 25-10, 25-19               |
| 2 febbraio 2013 Palacio de Recreación y Deportes, Mayagüez  | Indias de Mayagüez    | 1 - 3 | Mets de Guaynabo      | 25-18, 21-25, 23-25, 16-25        |
| 8 febbraio 2013 Palacio de Recreación y Deportes, Mayagüez  | Indias de Mayagüez    | 1 - 3 | Leonas de Ponce       | 15-25, 21-25, 25-17, 21-25        |
| 10 febbraio 2013 Complejo Deportivo Emilio Huyke, Humacao   | Orientales de Humacao | 3 - 2 | Indias de Mayagüez    | 24-26, 25-19, 25-23, 17-25, 16-14 |
| 14 febbraio 2013 Coliseo Cosme Beitia Sálamo, Cataño        | Lancheras de Cataño   | 3 - 2 | Indias de Mayagüez    | 28-30, 25-22, 25-11, 25-19, 15-11 |
| 16 febbraio 2013 Palacio de Recreación y Deportes, Mayagüez | Indias de Mayagüez    | 2 - 3 | Gigantes de Carolina  | 23-25, 21-25, 26-24, 26-24, 17-19 |
| 20 febbraio 2013 Coliseo Rubén Rodríguez, Bayamón           | Vaqueras de Bayamón   | 3 - 2 | Indias de Mayagüez    | 27-25, 24-26, 13-25, 25-20, 15-13 |
| 23 febbraio 2013 Palacio de Recreación y Deportes, Mayagüez | Indias de Mayagüez    | 0 - 3 | Orientales de Humacao | 23-25, 22-25, 21-25               |
| 26 febbraio 2013 Coliseo Salvador Dijols, Ponce             | Leonas de Ponce       | 3 - 1 | Indias de Mayagüez    | 18-25, 25-21, 25-20, 25-23        |
| 1 marzo 2013 Coliseo Carmen Zoraida Figueroa, Corozal       | Pinkin de Corozal     | 3 - 0 | Indias de Mayagüez    | 25-11, 25-15, 25-16               |
| 6 marzo 2013 Palacio de Recreación y Deportes, Mayagüez     | Indias de Mayagüez    | 3 - 2 | Criollas de Caguas    | 20-25, 25-17, 23-25, 25-22, 15-13 |
| 8 marzo 2013 Coliseo Rafael Amalbert, Juncos                | Valencianas de Juncos | 2 - 3 | Indias de Mayagüez    | 23-25, 26-24, 25-22, 18-25, 15-17 |
| 13 marzo 2013 Coliseo Mario Morales, Guaynabo               | Mets de Guaynabo      | 1 - 3 | Indias de Mayagüez    | 25-23, 24-26, 25-27, 11-25        |
| 17 marzo 2013 Palacio de Recreación y Deportes, Mayagüez    | Indias de Mayagüez    | 3 - 2 | Vaqueras de Bayamón   | 28-26, 23-25, 17-25, 25-11, 15-13 |
| 20 marzo 2013 Palacio de Recreación y Deportes, Mayagüez    | Indias de Mayagüez    | 3 - 2 | Lancheras de Cataño   | 21-25, 25-19, 25-23, 21-25, 15-13 |
| 23 marzo 2013 Complejo Deportivo Emilio Huyke, Humacao      | Orientales de Humacao | 1 - 3 | Indias de Mayagüez    | 25-20, 18-25, 24-26, 20-25        |
| 28 marzo 2013 Palacio de Recreación y Deportes, Mayagüez    | Indias de Mayagüez    | 3 - 0 | Valencianas de Juncos | 25-16, 25-18, 25-19               |
| 30 marzo 2013 Coliseo Héctor Solá Bezares, Caguas           | Criollas de Caguas    | 1 - 3 | Indias de Mayagüez    | 18-25, 21-25, 25-21, 21-25        |
| 1 aprile 2013 Coliseo Guillermo Angulo, Carolina            | Gigantes de Carolina  | 0 - 3 | Indias de Mayagüez    | 14-25, 21-25, 21-25               |
| 4 aprile 2013 Palacio de Recreación y Deportes, Mayagüez    | Indias de Mayagüez    | 3 - 1 | Leonas de Ponce       | 22-25, 25-19, 27-25, 25-20        |

#### Play-off
| Quarti di finale (gara 1) - 7 aprile 2013 Coliseo Carmen Zoraida Figueroa, Corozal    | Pinkin de Corozal   | 3 - 1 | Indias de Mayagüez  | 25-20, 25-27, 25-23, 25-21        |
| Quarti di finale (gara 2) - 9 aprile 2013 Palacio de Recreación y Deportes, Mayagüez  | Indias de Mayagüez  | 3 - 1 | Lancheras de Cataño | 22-25, 25-14, 25-19, 26-24        |
| Quarti di finale (gara 3) - 11 aprile 2013 Coliseo Rubén Rodríguez, Bayamón           | Vaqueras de Bayamón | 2 - 3 | Indias de Mayagüez  | 23-25, 21-25, 20-25, 19-25, 14-16 |
| Quarti di finale (gara 4) - 13 aprile 2013 Coliseo Cosme Beitia Sálamo, Cataño        | Lancheras de Cataño | 0 - 3 | Indias de Mayagüez  | 25-27, 14-25, 22-25               |
| Quarti di finale (gara 5) - 15 aprile 2013 Palacio de Recreación y Deportes, Mayagüez | Indias de Mayagüez  | 3 - 1 | Pinkin de Corozal   | 23-25, 28-26, 25-23, 25-21        |
| Quarti di finale (gara 6) - 17 aprile 2013 Palacio de Recreación y Deportes, Mayagüez | Indias de Mayagüez  | 3 - 0 | Vaqueras de Bayamón | 25-21, 25-16, 25-21               |
| Semifinali (gara 1) - 19 aprile 2013 Coliseo Héctor Solá Bezares, Caguas              | Criollas de Caguas  | 0 - 3 | Indias de Mayagüez  | 22-25, 21-25, 25-27               |
| Semifinali (gara 2) - 21 aprile 2013 Palacio de Recreación y Deportes, Mayagüez       | Indias de Mayagüez  | 2 - 3 | Criollas de Caguas  | 15-25, 25-20, 19-25, 25-17, 12-15 |
| Semifinali (gara 3) - 24 aprile 2013 Palacio de Recreación y Deportes, Mayagüez       | Indias de Mayagüez  | 1 - 3 | Criollas de Caguas  | 21-25, 25-18, 22-25, 19-25        |
| Semifinali (gara 4) - 25 aprile 2013 Coliseo Héctor Solá Bezares, Caguas              | Criollas de Caguas  | 1 - 3 | Indias de Mayagüez  | 23-25, 25-21, 20-25, 21-25        |
| Semifinali (gara 5) - 27 aprile 2013 Coliseo Héctor Solá Bezares, Caguas              | Criollas de Caguas  | 0 - 3 | Indias de Mayagüez  | 24-26, 22-25, 16-25               |
| Semifinali (gara 6) - 28 aprile 2013 Palacio de Recreación y Deportes, Mayagüez       | Indias de Mayagüez  | 3 - 1 | Criollas de Caguas  | 25-17, 25-19, 21-25, 25-18        |
| Finale (gara 1) - 1 maggio 2013 Palacio de Recreación y Deportes, Mayagüez            | Indias de Mayagüez  | 3 - 1 | Pinkin de Corozal   | 25-17, 23-25, 25-21, 25-22        |
| Finale (gara 2) - 3 maggio 2013 Coliseo Carmen Zoraida Figueroa, Corozal              | Pinkin de Corozal   | 1 - 3 | Indias de Mayagüez  | 25-19, 19-25, 21-25, 19-25        |
| Finale (gara 3) - 5 maggio 2013 Palacio de Recreación y Deportes, Mayagüez            | Indias de Mayagüez  | 3 - 1 | Pinkin de Corozal   | 25-17, 25-18, 26-28, 25-21        |
| Finale (gara 4) - 7 maggio 2013 Coliseo Carmen Zoraida Figueroa, Corozal              | Pinkin de Corozal   | 2 - 3 | Indias de Mayagüez  | 23-25, 21-25, 25-23, 25-20, 12-15 |

## Statistiche

### Statistiche di squadra
| Competizione | Punti | In casa | In casa | In casa | In trasferta | In trasferta | In trasferta | Totale | Totale | Totale |
| Competizione | Punti | G       | V       | P       | G            | V            | P            | G      | V      | P      |
| ------------ | ----- | ------- | ------- | ------- | ------------ | ------------ | ------------ | ------ | ------ | ------ |
| LVSF         | 35    | 19      | 13      | 6       | 19           | 13           | 6            | 38     | 26     | 12     |
| Totale       | -     | 19      | 13      | 6       | 19           | 13           | 6            | 38     | 26     | 12     |

G = partite giocate; V = partite vinte; P = partite perse

### Statistiche dei giocatori
| Giocatore    | LVSF | LVSF | LVSF | LVSF | LVSF | Totale | Totale | Totale | Totale | Totale |
| Giocatore    | P    | PT   | AV   | MV   | BV   | P      | PT     | AV     | MV     | BV     |
| ------------ | ---- | ---- | ---- | ---- | ---- | ------ | ------ | ------ | ------ | ------ |
| A. Allard    | ?    | 4    | 2    | 1    | 1    | ?      | 4      | 2      | 1      | 1      |
| S. Álvarez   | ?    | 185  | 163  | 15   | 7    | ?      | 185    | 163    | 15     | 7      |
| K. Bateman   | ?    | 14   | 6    | 4    | 4    | ?      | 14     | 6      | 4      | 4      |
| S. Cole      | ?    | 427  | 377  | 45   | 7    | ?      | 427    | 377    | 45     | 7      |
| C. Domínguez | ?    | 26   | 22   | 3    | 1    | ?      | 26     | 22     | 3      | 1      |
| S. Figueroa  | ?    | 0    | 0    | 0    | 0    | ?      | 0      | 0      | 0      | 0      |
| A. Glass     | ?    | 48   | 20   | 21   | 7    | ?      | 48     | 20     | 21     | 7      |
| L. Jusino    | ?    | 0    | 0    | 0    | 0    | ?      | 0      | 0      | 0      | 0      |
| L. Marrero   | ?    | 37   | 17   | 16   | 4    | ?      | 37     | 17     | 16     | 4      |
| R. McBain    | ?    | 2    | 2    | 0    | 0    | ?      | 2      | 2      | 0      | 0      |
| L. Ramon     | ?    | 3    | 1    | 0    | 2    | ?      | 3      | 1      | 0      | 2      |
| Y. Román     | ?    | 1    | 0    | 1    | 0    | ?      | 1      | 0      | 1      | 0      |
| Y. Rosa      | ?    | 270  | 241  | 17   | 10   | ?      | 270    | 241    | 17     | 10     |
| D. Scott     | ?    | 93   | 71   | 19   | 3    | ?      | 93     | 71     | 19     | 3      |
| A. Vázquez   | ?    | 159  | 93   | 51   | 15   | ?      | 159    | 93     | 51     | 15     |
| L. Watts     | ?    | 38   | 17   | 16   | 5    | ?      | 38     | 17     | 16     | 5      |

P = presenze; PT = punti totali; AV = attacchi vincenti; MV = muri vincenti; BV = battute vincenti